# Mukagwe
Mukagwe är ett periodiskt vattendrag i Burundi.   Det ligger i provinsen Karuzi, i den centrala delen av landet, 90 km öster om huvudstaden Bujumbura.
Omgivningarna runt Mukagwe är en mosaik av jordbruksmark och naturlig växtlighet. Runt Mukagwe är det ganska tätbefolkat, med 179 invånare per kvadratkilometer.